# Парламентарни избори у Грчкој 2009.
Парламентарни избори 2009 у Грчкој одржани су 4. октобра 2009. На изборима је победила досада опозициона партија ПАСОК са Георгом Андреа Папанреуом добивши апсолутну већину у парламенту и сменила са власти до сада позициону Нову Демократију са досадашњим Костасом Караманлисом.
2. септембра 2009 објавио је Премијер Грчке Костас Караманлис, да је Председник Костас Папуљас распустио парламент и расписао изборе за 4. октобар 2009. Редовни избори би требало да буду у септембру 2011. Караманлис је због скандала и опасног задуживања био под притиском.
На парламентарним изборима 4. октобра победу је однео опозициони лидер Георгос Андреа Папандеру јасно испред дотадашњег премијера Костас Караманлис. Караманлис је објавио, још током бројања гласова, своје повлачење као председника партије Нова Демократија.
Иако је у Грчкој обавеза гласања за све грађане са правом гласа између 18 и 70 година, број изашлих на изборе је свега 70.4 процената (на изборима 2007. 74,14 процената).

## Изборна правила
Изборни закон на овим изборима каже:
- Изборни цензус за све партије или коалиције је 3%
- 260 од укупно 300 посланичких места додељују се пропорционално
- Партија са највећим бројем гласова добија бонус од 40 посланичких места

## Изборни резултати
|  | 43,92% |

|  | 33,48% |

|  | 7,54% |

|  | 5,63% |

|  | 4,60% |

|  | 2,53% |

Социјалистичка ПАСОК освоји је око 44 процената гласова чиме је стекла апсолутну већину у грчком парламенту освојивши 160 од 300 парламентарних места.
Конзервативна Нова Демократија изгубила је 8 процената и са 33,5 процената освојила 91 место.
У Парламенту су ушли и Комунистичка партија Грчке са 7,5 процената (21 место), Православно народно јединство ЛАОС са 5,6% (15 места) и Коалиција радикалних левичара са 4,6% (13 места).
Зелени су са 2,5% остали испод цензуса.